# Zhao Jingshen
Zhao Jingshen (趙景深, pinyin: Zhào Jǐngshēn) (* 1902 in Lishui (麗水), Zhejiang; † 1985) war ein chinesischer Novellist und Dramatiker. Seine Übersetzung einer Auswahl von Märchen Hans Christian Andersens trug zu deren Verbreitung in China bei.
| Personendaten    | Personendaten                               |
| ---------------- | ------------------------------------------- |
| NAME             | Zhao Jingshen                               |
| ALTERNATIVNAMEN  | 趙景深 (chinesisch); Zhào Jǐngshēn (Pinyin) |
| KURZBESCHREIBUNG | chinesischer Novellist und Dramatiker       |
| GEBURTSDATUM     | 1902                                        |
| GEBURTSORT       | Lishui, Zhejiang, Kaiserreich China         |
| STERBEDATUM      | 1985                                        |